# Kołaki (województwo mazowieckie)
Kołaki – wieś sołecka w Polsce położona w województwie mazowieckim, w powiecie makowskim, w gminie Młynarze. 
Mieszkańcy zajmują się głównie rolnictwem, nieliczni produkują palety lub zajmują się transportem. Wieś położona jest na terenach typowo nizinnych. Do 2006 roku działała tu szkoła podstawowa, którą z powodu braku uczniów zamknięto. Przez Kołaki biegnie droga krajowa nr 61 Ostrołęka-Warszawa.
W latach 1954–1961 wieś należała i była siedzibą władz gromady Kołaki, po jej zniesieniu w gromadzie Olszewo-Borki. W latach 1975–1998 miejscowość administracyjnie należała do województwa ostrołęckiego.
Wierni Kościoła rzymskokatolickiego należą do parafii św. Stanisława Kostki w Żebrach-Perosach.